# Marina Vargas
Marina Rodríguez Vargas (Granada  28 de octubre de 1980), conocida como Marina Vargas, es una artista multidisciplinar española. Su lenguaje artístico se centra en la iconografía clásica, lo sagrado, la mitología,  creando unas réplicas realizadas en formatos monumentales bajo una mirada comprometida feminista, la cual impregna toda su obra.

## Trayectoria artística
Licenciada en Bellas Artes por la Universidad de Granada en el año 2003, posteriormente en esta misma universidad realiza un máster en Producción e Investigación en Arte en el año 2011. Desde el año 2001, antes de su licenciatura, comienza su carrera profesional exponiendo en diferentes espacios obras experimentales.  
La realización de sus proyectos va precedido de largos períodos de estudio, de investigación sobre los temas de la historia que aborda, de lecturas especializadas, invierte muchas horas previas a la realización de cada una de sus esculturas. El trabajo de esta artista insertado  en el neobarroco, lo realiza con una cuidada puesta en escena. En sus obras se producen diálogos constantes alrededor de las ideas de las idolatrías judeocristianas religiosas de Occidente, la sexualidad, la feminidad, la violencia, el amor y el deseo, una obra cargada de dramatismo, de brutalidad y belleza combinada; son obras en las que reina el simbolismo revisionista de las identidades contemporáneas, crea un nuevo modelo de belleza híbrido y monstruoso que ha olvidado por completo el silencio del canon clásico.
"Nadie es inmune" evidencian la ironía con la que afronta cada obra al crear situaciones controvertidas que no siguen el canon académico al que la iconografía histórica pertenecen. Esta serie la presenta en su primera exposición individual en un museo en España, en el Centro Atlántico de Arte Moderno (CAAM) de Las Palmas de Gran Canaria en el año 2013. Nadie es inmune, reúne piezas de escultura, pintura y fotografía, además de una obra de pintura mural creada in situ en una de las salas de arte del centro. Su obra sobre las cinco Piedades, o  las doce esculturas monumentales de su proyecto “Ni animal ni tampoco ángel” se representan en formatos colosales, formando parte de numerosas muestras colectivas.

La obra "La Piedad invertida o la Madre Muerta,"  es una recreación de La PIedad de Miguel Ángel cuyo original está en el Museo del Vaticano,  expuesta en Nuevo León, Baja California, México en el año 2017, posteriormente se ha exhibido en numerosas instituciones y galerías de arte, la autora la describe como:
"Es un obra  a escala humana, es blanca y está recorrida por un entramado de líneas doradas a las que llamo familiarmente “entrañas”, a modo de pliegues hipnóticos o curvas de nivel que crean un mapa interno del cuerpo. Líneas que asocio al plegamiento barroco deleuziano. “Lo que no se ve a la vista queda".
En el año 2015 en una extensa exposición individual en el Museo Arte Contemporáneo el CAC de Málaga presenta la exposición titulada "Destripando el canon",  consistente en 12 esculturas realizadas en polvo de vidrio y pintadas en monocolor. La disposición de las obras en las salas es presentada a modo de exposición clásica de esculturas, unas, en peanas, y otras tiradas en el suelo. En un diálogo mantenido sobre la exposición por la autora con la comisaria y teórica Susana Blas se puede leer sobre los conceptos y procesos en la creación de esta exposición, esta entrevista es publicada en Masdearte, en ella según sus palabras:    
“Odio la línea recta. La línea curva es orgánica, me mete para dentro. A esta forma de dibujar empecé a llamarle entrañas”. Otra cita de la autora sobre la disposición en el espacio de sus obras:"Se hace evidente que el deambular entre piezas no se pretende sencillo y afable, sino reflexivo" 

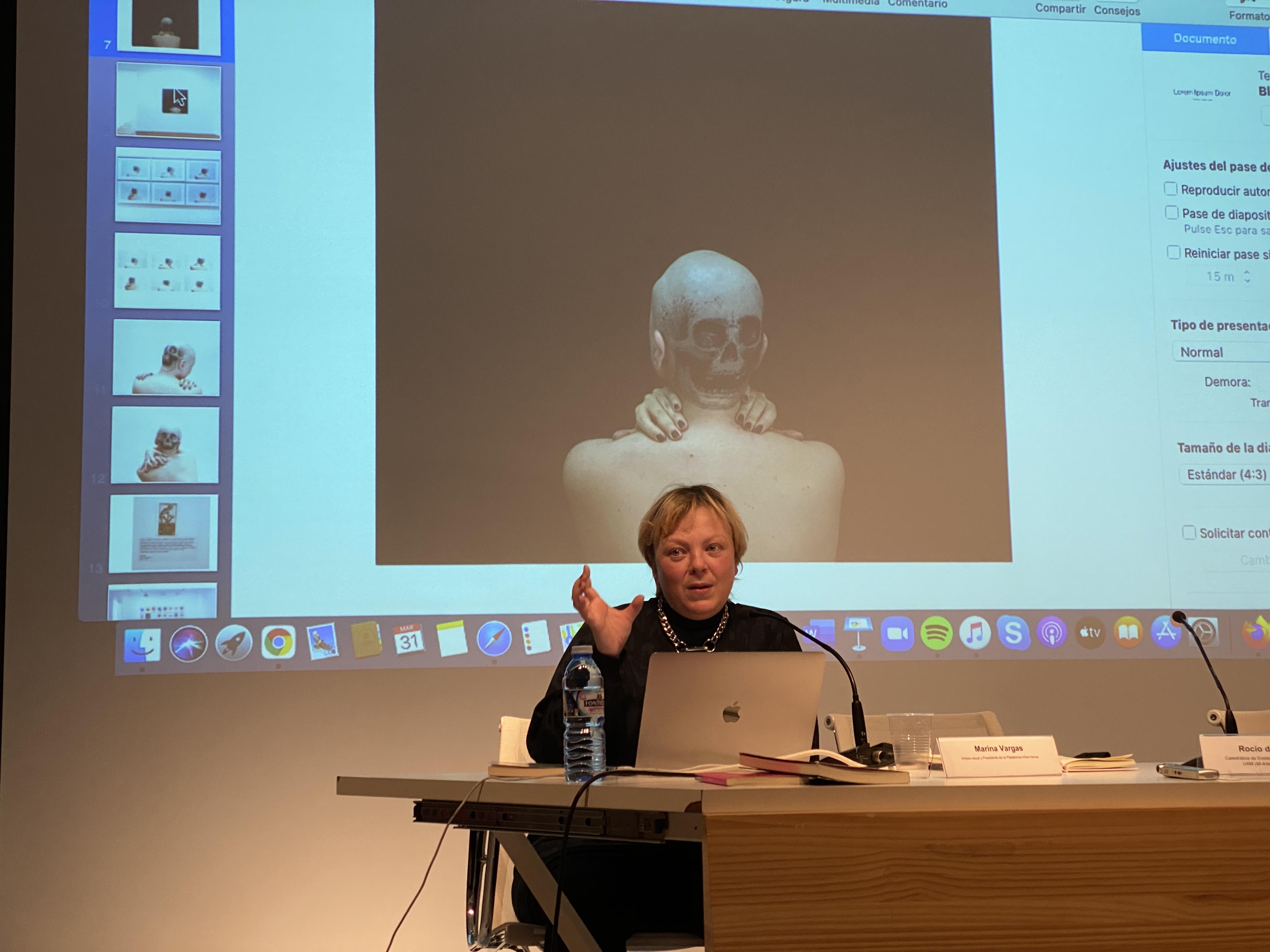
Presentando su obra en Madrid en las jornadas de MAV "Siguiendo con el problema" En la Comunidad de Madrid en 2022.

En el año 2017 presenta en el Museo ABC de Madrid la exposición "Las líneas del destino", al ser seleccionada en el programa Conexiones  patrocinado por la Fundación Banco Santander en colaboración con el museo especializado en dibujo y obra sobre papel, el Museo ABC, la línea expositiva de este museo  permite acercarse al dibujo contemporáneo. El programa Conexiones comisariado por Oscar Alonso Molina, en su programa anual, invita a creadores a realizar un trabajo inédito partiendo de dos obras escogidas de los fondos de ambas instituciones, del Museo ABC y de la Fundación Banco Santander.
Su obra se ha presentado en varias ferias internacionales de arte contemporáneo como Arco España, Zona Maco (México DF), Cosmoscow Art fair o Artinternational Estambul , La Feria Internacional Arte Santander, entre otras

## Asociación Intra-Venus

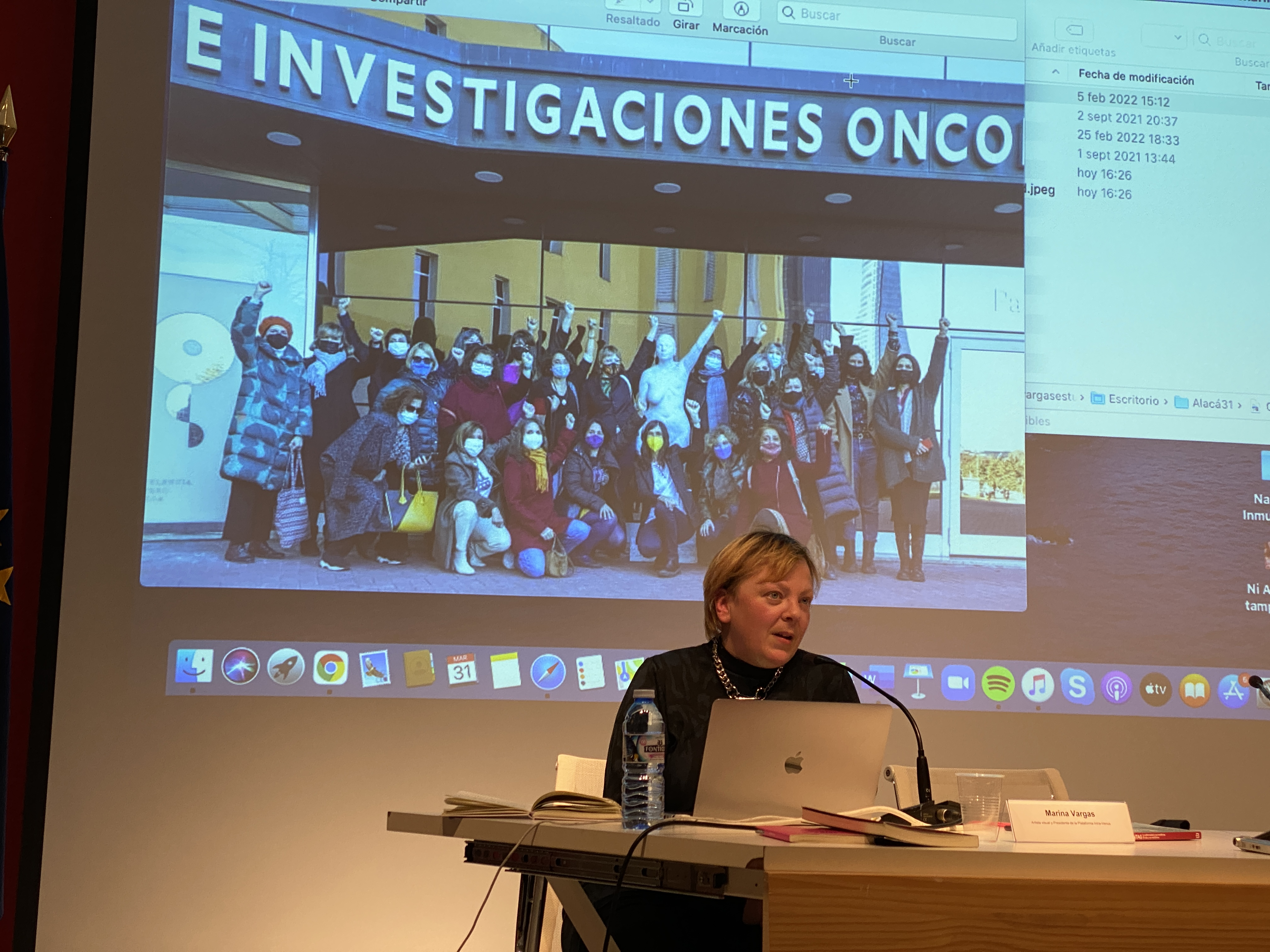
Presentando en Madrid la asociación creada Intra-Venus, de la que es presidenta. En las jornadas de MAV "Siguiendo con el problema" en 2022.

Después de que le diagnosticaron un cáncer de mama en 2019, durante la pandemia mundial de covid-19, Vargas tuvo que asumir una nueva realidad dentro de un contexto complejo. Para ella, el cáncer la llevó a un nuevo intra-relato donde a su valor como sujeto político era cuestionado, pasando a ser percibida aun más desde lo pasivo. Como consecuencia de su experiencia y recogiendo las palabras de Susan Sontag en su obra La enfermedad y sus metáforas, busca superar la visión reducida y estigmatizada por una parte de la sociedad a las mujeres diagnosticadas con cáncer, especialmente de mama.

Así fue como en el año 2022, fundó Intra-Venus, una asociación sin ánimo de lucro y con el objetivo de ayudar a las mujeres en procesos de cáncer activo o no, y crear una rede colaborativa en el marco de una plataforma social. El nombre de la asociación es un homenaje a Hannah Wilke, artista feminista referente y luchadora contra la discriminación de las mujeres en el arte y pionera en los procesos de reapropiacion del cuerpo diagnosticado de cáncer, además de ser el nombre de su última obra. La obra escultórica de Vargas, Intra-Venus, símbolo de la asociación, muestra su cuerpo después de pasar por el proceso de un cáncer, sin un pecho y con los efectos de la quimioterapia.
Este es mi cuerpo, que ha sido mi armadura. Ahora ya no hay nada que proteger, ahora soy canal. Intravenus es mi nuevo cuerpo, un ciborg alejado de la ciencia ficción.

## Obra en colecciones públicas
- ARTIUM Centro - Museo Vasco de Arte Contemporáneo, Vitoria[19]
- CAAC - Centro Andaluz de Arte Contemporáneo, Sevilla. Colección Iniciarte, Junta de Andalucía
- CAAM - Centro Atlántico de Arte Moderno, Las Palmas de Gran Canaria

- CAC Málaga - Centro de Arte Contemporáneo de Málaga

- Caja de Extremadura
- Caja de Granada
- Centre d'Art Contemporain Essaouira, Ifitry, Marruecos
- Fundación Antonio Gala, Córdoba
- Fundación Focus Abengoa, Sevilla
- IAJ - Instituto Andaluz de la Juventud, Diputación de Málaga
- Museo - Fundación Gregorio Prieto, Ciudad Real

## Becas y  residencias
- 2012ː Centre d’Art Contemporain Essaouira, Ifitry, Marruecos, La mujer en las industrias culturales y creativas del área africano - mediterránea, Foro Casablanca, II edición; dirigido por Víctor del Campo Yllera de la Mora
- 2011ː I Encuentro de artistas novos, Ciudad de la Cultura de Galicia, Santiago de Compostela; dirigido por Rafael Doctor
- 2009ː Beca Iniciarte para la producción del proyecto ‘La Vigilia del Agotamiento’
- Beca de Creación IAJ ‘08, Málaga - Nueva York (estudio del artista Ray Smith)
- Beca Iniciarte para la producción del proyecto ‘Idolatrías’
- 2007ː X Convocatoria Manuel Rivera, Granada - Caracas. Centro José Guerrero, Diputación de Granada
- 2006ː Encuentro Internacional de Arte, Receiving Institution, Instytut Wzornistwa, Varsovia
- 2005ː Beca para Jóvenes Creadores, Fundación Antonio Gala, Córdoba
- 2004ː Adquisición de obra en el XXVI Salón de Otoño de Pintura de Plasencia
- Accésit III Concurso de Pintura, Galería Rprsntación, Granada
- 2001ː Beca para Estudiantes de Arte Al Raso 2001, Valle de Lecrín, Granada[20]

## Exposiciones individuales
- 2018ː L’estetica della vertigine, Constantini Art Gallery, Milán; XXS aperto al contemporaneo, Palermo
- 2016ː Ni animal ni tampoco ángel, GE Galería - VOLTA NY, Nueva York.  Las líneas del destino, Museo ABC de Dibujo e Ilustración, Madrid;
- 2015ː Ni animal ni tampoco ángel, CAC Málaga - Centro de Arte Contemporáneo, Málaga.[7]
- 2013ː La muerte por las manos, Galería Javier López, Madrid
- 2012ː Nadie es inmune, CAAM - Centro Atlántico de Arte Moderno, Las Palmas de Gran Canaria; comisariada por Omar - Pascual Castillo
- 2011ː El Culto a Diana, GE Galería, Monterrey, México. El Culto a Diana, Galería May Moré, Madrid. Raw War, Galería Sandunga, Granada. Homeless Cosmogony, Galería May Moré, project room junto a Diego Fajardo, ArtMadrid. Prótesis, Saja Caja Sur, Bienal de Fotografía de Jaén
- 2010ː Materia Prima, Opening Studio de Ray Smith, Brooklyn, Nueva York. Tiro de Gracia, Galería Sandunga, Granada. Thinking about my body (prótesis), La Nave Spacial, Sevilla.
- 2009ː Idolatrías (emblemas de fuerza), Galleria Il Torchio, Milán. Idolatrías (a flor de piel), Galería Mito, Barcelona. Armas (Project - room), Art Jaén ’09, Ifeja, Jaén
- 2008ː Jardín de suplicio, Galería May Moré, Madrid. Noli me tangere, Galería May Moré, project room en la feria Estampa, Madrid.  Noli me tangere, La Noche en Blanco, Córdoba; comisariada por Miguel Moreno Carretero
- 2006ː Psicoideos, Palacio de los Condes de Gabia, Centro José Guerrero, Granada. The Honey Games, Studio Abierto, Granada.
- 2003ː Sacrificio, Carmen de la Victoria, Granada.

## Premios y reconcimientos
- 2025: Premios WAS (Woman Action Sustainability) de Cultura, por su contribución a la sostenibilidad  y la equidad.[21]
- 2023ː recibió el Premio de fotografía Fundación ENAIRE 2023, por su obra Romper el canon.[22][23]
- 2022: Premio Nebrija CREA, en la categoría Artes Visuales, por su compromiso educativo, por acercar nuevas perspectivas y reflexiones sobre las bellas artes y e la coherencia de su proyecto Intravenus.[18]
- 2021: Premio a la Mejor Artista de la asociación Blanco, Negro y Magenta.[24]
- 2020ː recibe el premio de Artes Plásticas en la XIII edición del Concurso de Artes Plásticas “La Rural”, organizado por la Fundación Caja Rural de Jaén.[25]
- 2008ː Primer premio Injuve de Artes Visuales, Madrid.[26]
- 2008ː I Accésit en Premio Internacional de Pintura Focus Abengoa, Sevilla.[27]
- 2º Premio XV Certamen de Dibujo Gregorio Prieto, Caja Madrid.
- 2002 e 2004: Accésit III Concurso de Pintura, Galería Rprsntación, Granada.[28]
- 2º Premio V Concurso de Pintura, Galería Rprsntación, Granada
- 2º Premio XV Certame de Debuxo Gregorio Prieto, Caja Madrid
- Premio Instituto Andaluz de la Juventud, Málaga